# Obrtince
Obrtince (en serbe cyrillique : Обртинце) est un village de Serbie situé dans la municipalité de Prokuplje, district de Toplica. Au recensement de 2011, il ne comptait aucun habitant.

## Démographie
| 1948 | 1953 | 1961 | 1971 | 1981 | 1991 | 2002 | 2011 |
| ---- | ---- | ---- | ---- | ---- | ---- | ---- | ---- |
| 146  | 183  | 141  | 92   | 42   | 15   | 14   | 0    |

|  |